# Монеты Рескупорида III

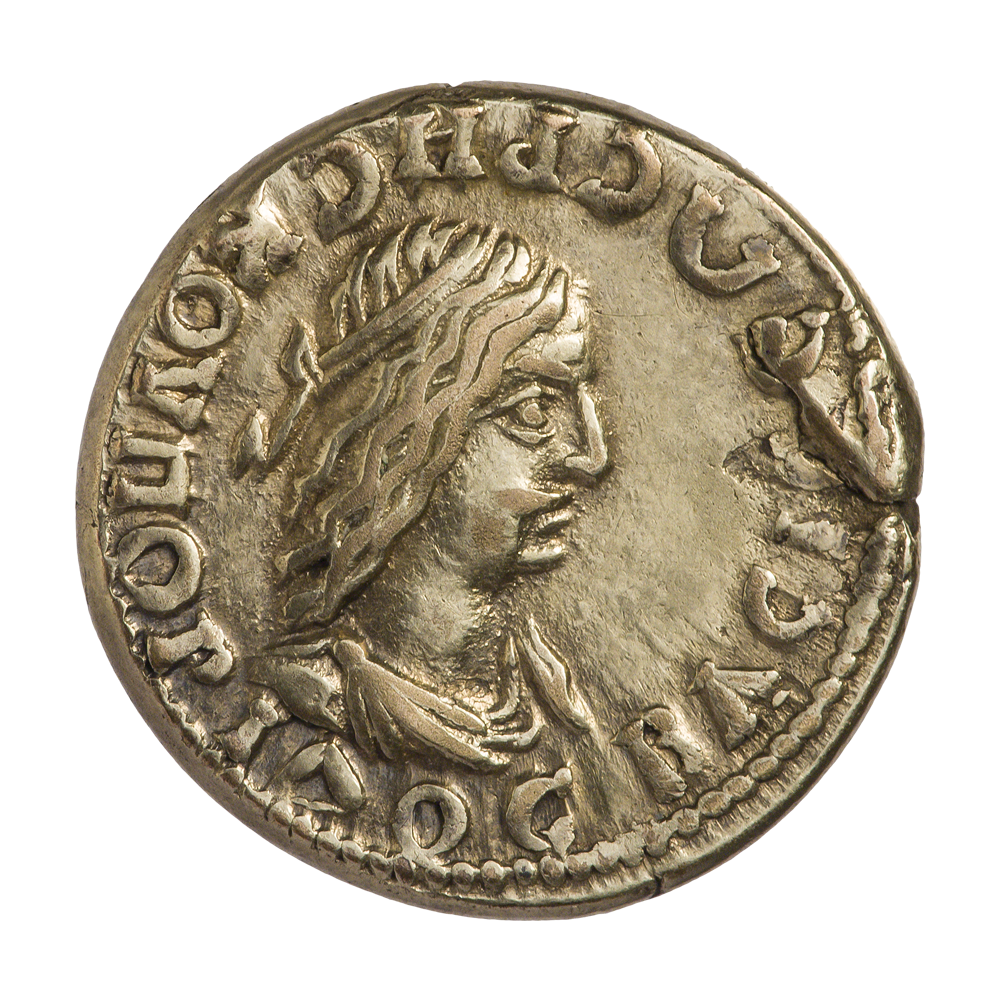
Статер. Боспорское царство. Аверс монеты, которая чеканилась во времена правления Рискупорида III

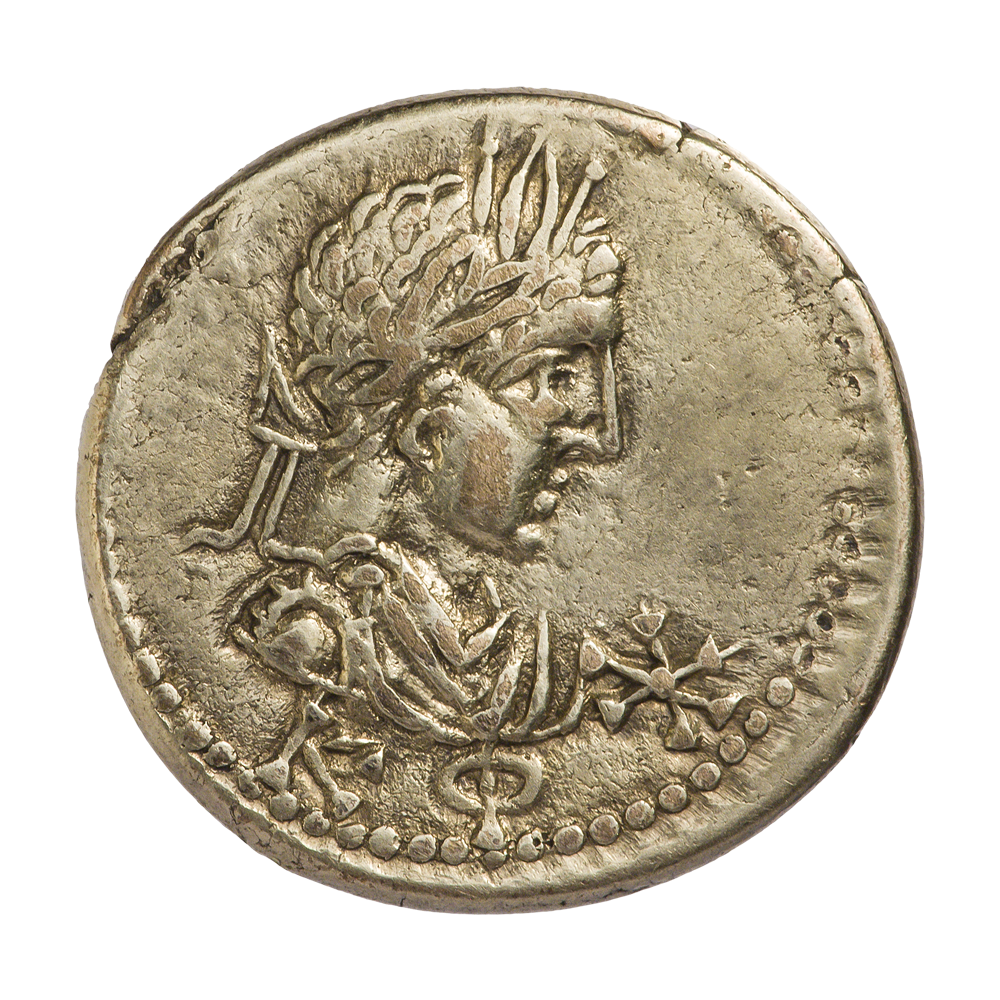
Статер. Боспорское царство. Реверс монеты, которая чеканилась во время правления Рискупорида III

Монеты Рескупорида III – античные монеты, которые чеканились во времена правления царя Боспора Рескупорида III (в некоторых источниках - Рескупорид II, относительно порядкового номера нет единого мнения). Во времена его правления выпускались электровые статеры, качестве которых все более ухудшалось.

## История
Во времена правления Рескупорида III (210—226 гг н. э.) статеры выпускались в больших количествах. Часть золота в составе монет при их изготовлении снижалась, но все равно еще была равна 30 %. Также в состав сплава входила медь в размере 30 % и серебро — 40 %.
В 212 г н. э., 217 г н. э., 225 г н. э. известно о чеканке золотых статеров, с 210 по 226 г н. э. о чеканке медных монет и денариев.
Чеканка медных монет при Рескупориде III проходила в одном размере, на их реверсе изображался звездообразный знак денария. Это был единственный оставшийся номинал меди, из введенных Савроматом II, хоть и не самый крупный. На медных динариях изображалась сидящая богиня и царь на коне. Оформление монет носило военный характер, потому что царь повергал побежденного врага. Также был изображен трофей с двумя воинами по сторонам.
Многие выпущенные статеры при Рескупориде III датируются 522 и 525 годами, но есть только два статера от 523 и ни одного от 524 года. В то же время, многие статеры чеканились в 524 и 525 годах с именем его приемника Котия III. Нумизмат Бертье-Делагарт считал, что эти факты могут быть свидетельством о начавшемся междоусобии.
На протяжении всего правления Рескупорида III вес статеров составлял 7,6 г, а их диаметр — 20 мм, На разных сторонах монеты изображались бюст царя Рескупорида III, бюст императора Каракаллы, бюст императора Элагабала, Александра Севера. Вес денариев составлял 11 г, диаметр — 26 мм, затем был снижен до 9 г, диаметр монеты стал 25 мм.